# الصوایه
الصوایه (به عربی: الصوایة) یک روستا در سوریه است که در ناحیه سعن واقع شده‌است. الصوایه ۶۸ نفر جمعیت دارد.